# Integrationsvereinbarung (Österreich)
Die Integrationsvereinbarung ist ein Teil des Fremdenrechts in Österreich und hat laut Gesetzestext das Ziel, Migranten durch den Erwerb von Sprachkenntnissen die Teilnahme am gesellschaftlichen, kulturellen und wirtschaftlichen Leben in Österreich zu ermöglichen.
Die Integrationsvereinbarung ist in § 7 Integrationsgesetz (IntG) sowie der Integrationsvereinbarungs-Verordnung geregelt.

## Inhalt
Im Rahmen der Integrationsvereinbarung sind Drittstaatsangehörige verpflichtet, Kenntnisse der deutschen Sprache sowie der demokratischen Ordnung und der daraus ableitbaren Grundprinzipien zu erwerben (§ 7 IntG).

## Geschichte und frühere Fassungen
Die Integrationsvereinbarung ist seit 2003 in Kraft, ab 2011 galt eine reformierte Fassung. Bis zur Einführung des Integrationsgesetzes war sie in § 14 NAG a. F. festgelegt.
Im Vorfeld ihrer Einführung wurde die Integrationsvereinbarung – im Gegensatz zu dem im Gesetz angegebenen Zweck – vielfach als Maßnahme der Begrenzung der Zuwanderung dargestellt.
Konkret fordert Österreich von Migranten, dass sie innerhalb von zwei Jahren Deutschkenntnisse auf A2-Niveau des Gemeinsamen Europäischen Referenzrahmens für Sprachen nachweisen. Zur Erreichung dieses Ziels ist je nach Bedarf der Besuch von speziellen Alphabetisierungs- und Deutsch-Integrationskursen vorgesehen. Die Migranten müssen diese Kurse grundsätzlich selber bezahlen. Je nach Aufenthaltstitel refundiert die Republik Österreich aber bis zu 50 Prozent der Kosten bei Deutsch-Integrationskursen und 100 Prozent der Kosten bei Alphabetisierungskursen, wenn die Kursteilnehmer innerhalb einer gewissen Zeit die Abschlussprüfung bestehen. Damit hat die Migrantin bzw. der Migrant die Integrationsvereinbarung erfüllt und ihr bzw. sein Aufenthaltstitel kann verlängert werden.
Für die Qualitätssicherung und administrative Abwicklung der Alphabetisierungs- und Deutsch-Integrationskurse sowie der Abschlussprüfungen und für die Auszahlung der Unterstützungszahlungen ist der Österreichische Integrationsfonds verantwortlich.
Seit 2011 müssen Drittstaatsangehörige, die einen Aufenthaltstitel für Österreich haben wollen, vier Dinge bestätigen lassen: ihre Identität, einen Wohnsitz, ihre Sprachkenntnisse oder einen Schulabschluss.
Im Oktober 2017 traten durch die Integrationsvereinbarungs-Verordnung 2017 geänderte Regeln des Integrationsgesetzes in Kraft.

## Betrug
Im März 2018 wurde bekannt, dass es bei den vier erforderlichen Nachweisen (Identität, Wohnsitz, Sprachkenntnisse oder Schulabschluss) zu großangelegtem Betrug gekommen sein soll. Zunächst wurden von der Abteilung Fremdenpolizei und Anhaltevollzug (Landespolizeidirektion Wien) in Ermittlungen, die seit 2015 liefen, ein Betrug in 8.000 Fällen nachgewiesen. Die Ermittler gehen jedoch davon aus, dass es sich dabei nur um die "Spitze des Eisbergs" handelt.
Allein für gefälschte Dokumente und Zertifikate (der Staat refundierte einen Teil der angeblichen Ausbildungskosten) soll ein einstelliger Millionenbetrag geflossen sein. Unklar ist vorerst, wie viel Sozialhilfe damit erschlichen wurde, vermutet wird ein Schaden in Höhe eines zweistelligen Millionenbetrags.